# Charles Earland
Charles Earland (né à Philadelphie en Pennsylvanie le 24 mai 1941 et mort à Kansas City dans le Missouri le 11 décembre 1999) est un organiste et saxophoniste soprano américain de jazz.

## Biographie
Charles Earland est né à Philadelphie où il apprend le saxophone au collège. À 17 ans, il joue du saxophone ténor avec Jimmy McGriff et monte son premier groupe en 1960. Il commence ensuite à jouer de l'orgue après avoir joué avec Pat Martino et rejoint ainsi le groupe de Lou Donaldson de 1968 à 1969.
Le groupe qu'il dirige à partir de 1970 et dans lequel joue Grover Washington, Jr. connaît le succès et il y joue de temps à autre du saxophone soprano et du synthétiseur. Il a aussi l'occasion de jouer avec Rusty Bryant, George Freeman, Willis Jackson, Houston Person et le chanteur Sonny Hopson. À partir de 1988 et jusqu'à sa mort, Earland voyage beaucoup et continue à jouer avec notamment une performance très remarquée au festival de jazz de Berlin en 1994. Il accompagne aussi la chanteuse Irene Reid.
Il meurt à Kansas City le 11 décembre 1999 à 58 ans.

## Discographie

### En tant que leader
- Black Power (Rare Bird)
- Boss organ (Choice)
- Soul Crib (Choice)
- Black talk (Prestige, 1969)
- Blackdrops (Prestige, 1970)
- Living black (Prestige, 1970)
- Soul Story (Prestige, 1971)
- Intensity (Prestige, 1972)
- Live at the Lighthouse (Prestige, 1972)
- Charles III (Prestige, 1972)
- Freakin' off (Big Chance)
- Leaving This Planet (Prestige, 1973)
- Infant eyes (Muse)
- Pleasant afternoon (Muse)
- In the Pocket (Muse, 1982)
- Front Burner (Milestone, 1988)

### En tant que sideman
Avec Rusty Bryant
- Soul Liberation (Prestige, 1970) -avec Melvin Sparks

Avec Lou Donaldson
- Say It Loud! (Blue Note, 1968) -avec Jimmy Ponder
- Hot Dog (Blue Note, 1969)
- Everything I Play Is Funky (Blue Note, 1970)

Avec George Freeman
- Introducing George Freeman Live ...With Charlie Earland Sitting In (Giant Step, 1971)
- Franticdiagnosis (Bam-Boo, 1972)

Avec Sonny Hopson
- Life & Mad ...Featuring Charlie Earland (Giant Step, 1970)

Avec Willis Jackson
- Bar Wars (Muse, 1977) -avec Pat Martino

Avec Boogaloo Joe Jones
- Right On Brother (Prestige, 1970) -avec Rusty Bryant

Avec Houston Person
- The Nearness of You (Muse, 1977)